# 橘郡風雲 (第三季)

第三季主要演員

第三季由2005年9月播至2006年5月，共有25集。

## 演员表

### 客串角色（按出場序）
- Jeri Ryan 飾演莫雪玲（Charlotte Morgan），在戒酒中心和高姬絲相遇時介紹自己為藝術家，利用同情心企圖向高姬絲行騙，又試圖利用顧茱莉藉慈善舞會騙財，但顧茱莉最終良心發現，將善款捐到真正的慈善機構。
- Ryan Donowho 飾演奚尊尼（Johnny Harper），在紐波特聯合就讀的十七歲學生，擅長滑浪。喜歡顧瑪莎，令歐華恩和顧瑪莎經常就這點爭拗，顧瑪莎亦盡量抑壓對奚尊尼的感情。在第三季第十四集，奚尊尼醉酒後失足墮崖身亡。
- Kayla Ewell 飾演奇絲（Casey），奚尊尼前女友，鄔家輝介入導致二人分手。
- Johnny Lewis 飾演丹尼（Dennis Childress），諢名椒仔（Chili），奚尊尼好友，擅長滑浪，紐波特聯合版高申。
- Richard Voll 飾演 Glen Morgan，莫雪玲丈夫，與妻合謀詐騙。
- Eric Mabius 飾演夏藉（Jack Hess），海港中學的新訓導主任，高誠發現他與學生滕天蘭來往後，以此威脅夏藉辭職。
- Blake Robbins 飾演 Don，黑幫手下，向顧占美追債不果後毆打顧占美，令其逃至毛伊島。
- Paula Trickey 飾演 Veronica Townsend，滕天蘭母，經常批評女兒的衣著外表以及差勁的社交生活。
- Jeff Hephner 飾演宏銘昌（Matt Ramsey），紐波特集團前副主席。醫院董事會主席紀亨利吩咐高誠辭退宏銘昌，部份原因為他與其女兒曾經交往，而且他的社交生活太放縱。及後宏銘昌搬到芝加哥開拓自己的生意。
- Lisa Rotondi 飾演奚桂儀（Gwen Harper），奚尊尼母。
- Cam Gigandet 飾演鄔家輝（Kevin Volchok），擅滑浪，喜吸毒，希望打垮歐華恩。和小荻有段情，之後約會顧瑪莎，並間接令她死亡  （页面存档备份，存于）。
- Nikki Reed 飾演小荻（Sadie Campbell），奚尊尼表妹，和歐華恩相戀，後選擇離開去建立其珠寶首飾生意。
- Nicole Garza 飾演 Chloe，歐華恩母在新墨西哥州阿爾伯克基市工作的的同事，與歐華恩發生一夜情。
- Matt Barr 飾演 Wes Seifer，歐華恩在迎新會認識的同學，被顧瑪莎吸引著。
- Shaun Duke 飾演紀亨利（Henry Griffin），醫院董事會主席。
- Autumn Reeser 飾演滕天蘭（Taylor Townsend），Veronica Townsend 之女，社交圈子極細小，高申及樂心瑪得悉後開始與她朋友。季末，高申說她可以與歐華恩、顧瑪莎、樂心瑪及他組成五人組。會於第四季成為主要角色。
- Jackson Rathbone 飾演 Justin，顧琪麗前男友，同於寄宿學校就讀。
- Lucy Hale 飾演 Hadley Hawthorne，顧琪麗的朋友。
- 薇拉·賀蘭德 飾演顧琪麗（Kaitlin Cooper），顧占美及顧茱莉之女、顧瑪莎妹妹，就讀寄宿學校，第三季中回來度假，後決定搬回紐波特居住。會於第四季成為主要角色。
- Lisa Tucker演回自己，一個住在橘郡的前《一夜成名》參賽者。

## 集数列表
| 总集数 | 集数 | 标题                            | 导演                  | 编剧                             | 收视人数 (百万) | 首播日期       | 制作代码 |
| ------ | ---- | ------------------------------- | --------------------- | -------------------------------- | --------------- | -------------- | -------- |
| 52     | 1    | The Aftermath                   | Ian Toynton           | Josh Schwartz                    | 7.50            | 2005年9月8日   | 2T6251   |
| 53     | 2    | The Shape of Things to Come     | Tony Wharmby          | J. J. Philbin                    | 6.22            | 2005年9月15日  | 2T6252   |
| 54     | 3    | The End of Innocence            | Michael Lange         | Stephanie Savage                 | 6.50            | 2005年9月22日  | 2T6253   |
| 55     | 4    | The Last Waltz                  | Ian Toynton           | John Stephens                    | 6.56            | 2005年9月29日  | 2T6254   |
| 56     | 5    | The Perfect Storm               | Tony Wharmby          | Mike Kelley                      | 6.70            | 2005年11月3日  | 2T6255   |
| 57     | 6    | The Swells                      | Michael Fresco        | J. J. Philbin                    | 5.80            | 2005年11月10日 | 2T6256   |
| 58     | 7    | The Anger Management            | Michael Fresco        | John Stephens                    | 6.20            | 2005年11月17日 | 2T6257   |
| 59     | 8    | The Game Plan                   | Tate Donovan          | Cory Martin                      | 6.00            | 2005年12月1日  | 2T6258   |
| 60     | 9    | The Disconnect                  | Tony Wharmby          | Stephanie Savage                 | 5.90            | 2005年12月8日  | 2T6259   |
| 61     | 10   | The Chrismukkah Bar-Mitzvahkkah | Ian Toynton           | Josh Schwartz                    | 6.22            | 2005年12月15日 | 2T6260   |
| 62     | 11   | The Safe Harbor                 | Tony Wharmby          | Mike Kelley                      | 5.13            | 2006年1月12日  | 2T6261   |
| 63     | 12   | The Sister Act                  | Ian Toynton           | Leila Gerstein                   | 5.36            | 2006年1月19日  | 2T6262   |
| 64     | 13   | The Pot Stirrer                 | Norman Buckley        | John Stephens                    | 5.70            | 2006年1月26日  | 2T6263   |
| 65     | 14   | The Cliffhanger                 | Michael Lange         | J. J. Philbin                    | 5.70            | 2006年2月2日   | 2T6264   |
| 66     | 15   | The Heavy Lifting               | Ian Toynton           | Stephanie Savage                 | 5.25            | 2006年2月9日   | 2T6265   |
| 67     | 16   | The Road Warrior                | Michael Fresco        | Mike Kelley                      | 7.44            | 2006年3月9日   | 2T6266   |
| 68     | 17   | The Journey                     | Roxann Dawson         | John Stephens                    | 5.40            | 2006年3月16日  | 2T6267   |
| 69     | 18   | The Undertow                    | Robert Duncan McNeill | Mark Fish & J. J. Philbin        | 5.36            | 2006年3月23日  | 2T6268   |
| 70     | 19   | The Secrets and Lies            | Michael Fresco        | Stephanie Savage & Josh Schwartz | 5.50            | 2006年3月30日  | 2T6269   |
| 71     | 20   | The Day After Tomorrow          | Norman Buckley        | Leila Gerstein                   | 5.06            | 2006年4月6日   | 2T6270   |
| 72     | 21   | The Dawn Patrol                 | Ian Toynton           | Mike Kelley                      | 4.72            | 2006年4月13日  | 2T6271   |
| 73     | 22   | The College Try                 | Tony Wharmby          | J. J. Philbin                    | 5.40            | 2006年4月20日  | 2T6272   |
| 74     | 23   | The Party Favor                 | Michael Lange         | John Stephens                    | 5.56            | 2006年4月27日  | 2T6273   |
| 75     | 24   | The Man of the Year             | Tony Wharmby          | Stephanie Savage                 | 5.10            | 2006年5月4日   | 2T6274   |
| 76     | 25   | The Graduates                   | Ian Toynton           | Bob DeLaurentis & Josh Schwartz  | 6.40            | 2006年5月18日  | 2T6275   |

## 重要情節
- 歐程被顧瑪莎轟了一槍後昏迷，醒後私自出院，逃至拉斯維加斯。
- 莫雪玲在戒酒中心認識高姬絲，試圖向紐波特居民騙財，不得要領後離開紐波特。
- 顧茱莉和高姬絲由發展食物到會生意，後變成高級約會服務。
- 顧瑪莎因襲擊歐程而遭趕出校，經滕天蘭及高誠調停後始得復學。
- 奚尊尼在紐波特聯合認識（及後喜歡）顧瑪莎，後來他醉酒後失足墮崖身亡。
- 滕天蘭與樂心瑪最初爭奪社交主席之位，後來二人（及高申）成為好友。
- 海港中學的新訓導主任夏藉被樂心瑪發現他與學生滕天蘭來往後，威脅他為歐華恩復學。
- 一黑幫手下 Don 向顧占美追債，不果後毆打他，顧占美得悉李奇立破產後立即逃至毛伊島。
- 顧茱莉和顧瑪莎被趕出大李宅，顧瑪莎與樂心瑪同住，而顧茱莉則住在拖車場。
- 高誠接手紐波特集團，並聘請宏銘昌為其左右手。
- 高申及樂心瑪、歐華恩及顧瑪莎分別申請入布朗大學及柏克萊大學。
- 顧琪麗回來度假，但她偷錢回家、抽大麻，又將顧瑪莎的三角戀變得更複雜。
- 高申受顧琪麗所誘，開始抽大麻減壓，令他錯過布朗大學的面試，樂心瑪發現後為他安排第二次機會。
- 歐華恩和顧瑪莎決定分手。
- 小荻來幫奚桂儀處理奚家後事，本和歐華恩相戀，但後離開去建立其珠寶首飾生意。
- 樂尼爾與顧茱莉在聖誕光明節（Chrismukkah）攀談後開始約會，及後訂婚。
- 歐華恩和顧瑪莎同被柏德萊大學取錄，樂心瑪成功入得布朗大學，但高申則被布朗大學拒絕。由於樂心瑪之前說過會伴隨高申，高申怕樂心瑪為他放棄布朗大學，決定以「我不再愛你了」作為藉口，跟樂心瑪分手。
- 高誠邀請歐黛出席歐華恩的十八歲生日會，但她只留下一書便離開。之後歐華恩邀請她出席畢業典禮，並和歐黛的同事 Chloe 發生一夜情。
- 歐華恩發現翠莎沒有小產。小孩丹尼的親父是前男友 Eddie。
- 安娜在布朗大學開放日裏與高申碰頭，並替他取得羅得島設計學校（Rhode Island School of Design）的面試機會。
- 高誠為興建醫院的計劃廢寢忘餐，令高姬絲再開始喝酒。
- 歐華恩和翠莎、高申和安娜、顧瑪莎和鄔家輝，及樂心瑪和韓國歌星 Yung Nom 一同出席高中舞會。。會中，樂心瑪醉酒，鄔家輝背著顧瑪莎偷情又偷錢。會後，高申向樂心瑪坦白一切，二人復合。
- 樂尼爾獲悉警方將就紀亨利一案調查高誠後通知他。
- 歐華恩得悉鄔家輝偷取舞會經費後找他算賬，令鄔家輝肋骨折斷。及後鄔家輝威脅歐華恩替他做事，歐華恩答應後才知鄔家輝指的是偷車。
- 高姬絲又再酗酒。
- 高申在高誠的辦公室抽大麻，忘記弄熄煙蒂，引致大火，之後被警方拘捕。
- 高誠拒絕接受《Riviera Magazine》所頒的年度風雲人物，並就紀亨利一案與地方檢察官合作，又為家庭放棄興建醫院的計劃，高家關係因而轉好。

季未：
- 顧琪麗再度回來紐波特灘市，搬回長住。
- 高申收到羅得島設計學校的入學通知書。
- 顧瑪莎決定跟隨顧占美出海工作，放棄入學機會，歐華恩送顧瑪莎離開時被鄔家輝追逐而發生車禍，顧瑪莎喪生。

## 另見
- The O.C. (第一季)
- The O.C. (第二季)